# 沙漠

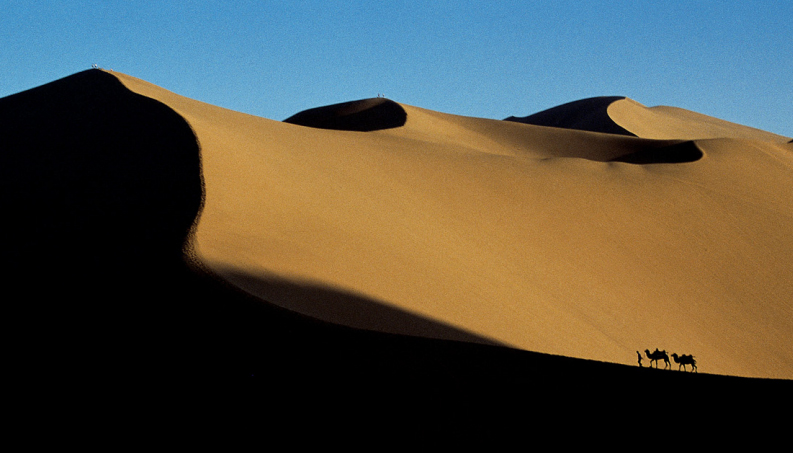
古丝绸之路上的沙漠

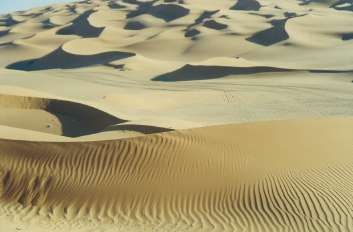
撒哈拉沙漠

沙漠（英語：Erg），亦作砂漠，全称沙质荒漠，在中文语境里常与荒漠（英語：Desert）混用，是一种在地球乾燥氣候影響下所產生的地貌，約佔地球陸地总面積的21%。沙漠地區一般年平均降雨量低於250毫米（mm），被沙質土壤所覆蓋，植被稀疏。它因地表徑流稀少，在明顯的風力作用下擁有非常獨特的地勢。因沙漠荒涼無生命，也有“荒漠”之稱。
沙漠是由風化過程形成的，因為晝夜之間的巨大溫度變化對岩石施加了壓力，從而使岩石碎裂。雖然沙漠很少下雨，但偶爾會有傾盆大雨導致山洪暴發。落在熱岩石上的雨水會導致它們破碎，散落在沙漠地面上的碎片和碎石會被風進一步侵蝕。這會吸收沙塵顆粒，這些顆粒會在空氣中停留很長時間——有時會導致沙塵暴的形成，風吹沙粒撞擊其路徑上的任何固體物體都會磨損表面。岩石被磨平，風將沙子分類成均勻的沉積物。穀物最終變成平坦的沙層或在滾滾的沙丘中堆得很高。其他沙漠是平坦的多石平原，所有精細物質都已被風吹走，地表由光滑的石頭鑲嵌而成，通常形成沙漠路面，幾乎沒有進一步的侵蝕發生。其他沙漠特徵包括岩石露頭、裸露的基岩和曾經被流水沉積的粘土。可能會形成臨時湖泊和鹽田水蒸發後可能會留下。可能有地下水源，以泉水和含水層滲漏的形式存在。在發現這些的地方，就會出現綠洲。
生活在沙漠中的動植物需要特殊的適應能力才能在惡劣的環境中生存。植物往往堅韌而結實，葉子小或沒有葉子，表皮防水，並且通常有刺以阻止食草動物。一些一年生植物在降雨後的幾周內發芽、開花和死亡，而其他長壽植物可以存活數年，並具有能夠吸收地下水分的深根系。動物需要保持涼爽並找到足夠的食物和水才能生存。許多是夜間活動的，在白天最熱的時候呆在陰涼處或地下。他們傾向於有效地保存水，從食物中提取大部分需求並濃縮尿液. 有些動物長期處於休眠狀態，準備在罕見的降雨期間再次活躍起來。然後，當條件有利時， 它們會迅速繁殖，然後返回休眠狀態。
幾千年來，人們一直在沙漠和周圍的半乾旱地區艱難生存。游牧民族將他們的羊群和牛群轉移到任何可以放牧的地方，而綠洲則為更安定的生活方式提供了機會。半乾旱地區的耕作加劇了土壤侵蝕，是荒漠化加劇的原因之一。在灌溉的幫助下，沙漠耕作成為可能，加利福尼亞州的帝王谷提供了一個例子，說明以前貧瘠的土地如何通過從外部水源進口水來生產。許多貿易路線穿越沙漠，尤其是穿越撒哈拉沙漠，傳統上被運載鹽、黃金、象牙和其他貨物的駱駝商隊。大量奴隸也被帶往北方穿越撒哈拉沙漠。一些礦物開採也在沙漠中進行，不間斷的陽光為捕獲大量太陽能提供了潛力。

## 特点
只有20%的沙漠上有沙粒，大多沙都在沙壳或沙海里，成为一片固定的波浪。沙漠上約有一半的细沙已经被吹走，只剩下大小石子和戈壁。
绿洲是沙漠中有植物的地区，一般有清泉、水井或灌溉，是沙漠中唯一有常住居民的地方。绿洲大多是人造的。沙漠因為水氣蒸發旺盛，所以有很大的日夜溫差。

### 泥土
乾燥地区的泥土有很多矿物质，很少有机肥料。重覆的水储积把有機的土壤变成盐性层。盐溶液里沉淀的碳酸钙可以把沙粒和石子沾成50米厚的“水泥”。
硝石层是沙漠土壤中常见的红棕色到白色层。硝石层一般成块，或者裹在矿物颗粒外面，由水和二氧化碳之间复杂的相互作用中形成的。二氧化碳来自植物根部，或者有机品腐烂的副产品。

### 植物
多数沙漠植物有抗旱或抗盐的特性。有些在根、茎、叶里存水；有些具有庞大的根茎系统，可以达到地下水層，拦住土壤，防止水土流失；有些有较大的茎叶，可以减低风速，保存沙土；有些仙人掌的根是廣而浅的，以大范围地吸收水分。
沙漠上的植物分布比较稀薄，但是品种繁多。如美国西南部的沙漠里的柱仙人掌可以活200年，以至长到15米及10吨，成为沙漠里的树木。柱仙人掌生長速度慢，9年之后才有15厘米，75年才分第一个枝。因为身躯庞大，看起来好像沙漠里有很多仙人掌。其实豌豆类和向日葵类植物也可以在乾燥酷热地域生存。梭梭也是沙漠中独特的灌木植物，平均高达2-3m，有的高达5m，被称为“沙漠植物之王”寿命也可达百年以上。春季冰冷的沙漠里一般长草或灌木丛。

### 水
沙漠里偶尔也会下雨，下起来常常是暴风雨。撒哈拉沙漠曾经有过在3个小时内降水44毫米的记录。这种时候，平常乾的河道会很快充满水，容易发生洪水。阿拉伯海西側、澳洲西北側、加利福尼亞半島等沙漠更有熱帶氣旋侵襲。
虽然沙漠内部少下雨，沙漠常从附近高山流出的河流进水。这些河流一般带着很多土，在沙漠裡流了一两天的距离就乾了。世界上只有几条大河流通沙漠，如埃及的尼罗河、中国的黄河和美国的科罗拉多河等。（参見客河）
如果水足够，沙漠裡会形成季节湖，一般较浅较鹹。因为湖底很平，风会把湖吹到好几十平方公里。小湖乾了之后会留下一个盐滩。在美国有上百个这样的盐滩，大多是12000年前冰河时期的大湖的遗物，其中最著名的是犹他州的大盐湖。平平的盐滩是赛车、飞机跑道和宇航器降落的好地方。

## 矿物储藏
有些矿物在乾燥区域形成。地面的水溶解矿物质，然后把它集中在地下水面附近，成为容易开发的储藏。
盐滩上有很多水蒸发之后留在表面的矿物质，如石膏、盐（包括钠硝酸盐、氯化钠和硼酸盐，从硼砂和其它硼酸盐炼出来的硼，是玻璃、陶瓷、搪瓷、农业化学制品，软水剂和西药的一种基本成分）。
- 在美国加利福尼亚州南部塞尔斯湖(Searles Lake)出产的矿物价值10亿多美元。
- 南美的阿塔卡马沙漠出产很多钠硝酸盐，19世纪就开采，用于炸药和肥料。第二次世界大战时期出产了3百多万吨。
- 美国、智利、秘鲁和伊朗出产铜。
- 澳大利亚出产铁、铅、锌矿石。
- 土耳其出产铬铁矿。
- 澳洲和美国有金、银、和铀储蓄。
- 非金属物质铍、云母、锂、黏土、浮岩和金属渣也出现在乾燥地区。

世界上最大的石油储藏大多在沙漠地带，但是这些储藏并非因为乾燥气候而形成。有些是在这些地区成为沙漠之前，由浅海的海底植物形成的。

## 世界著名沙漠

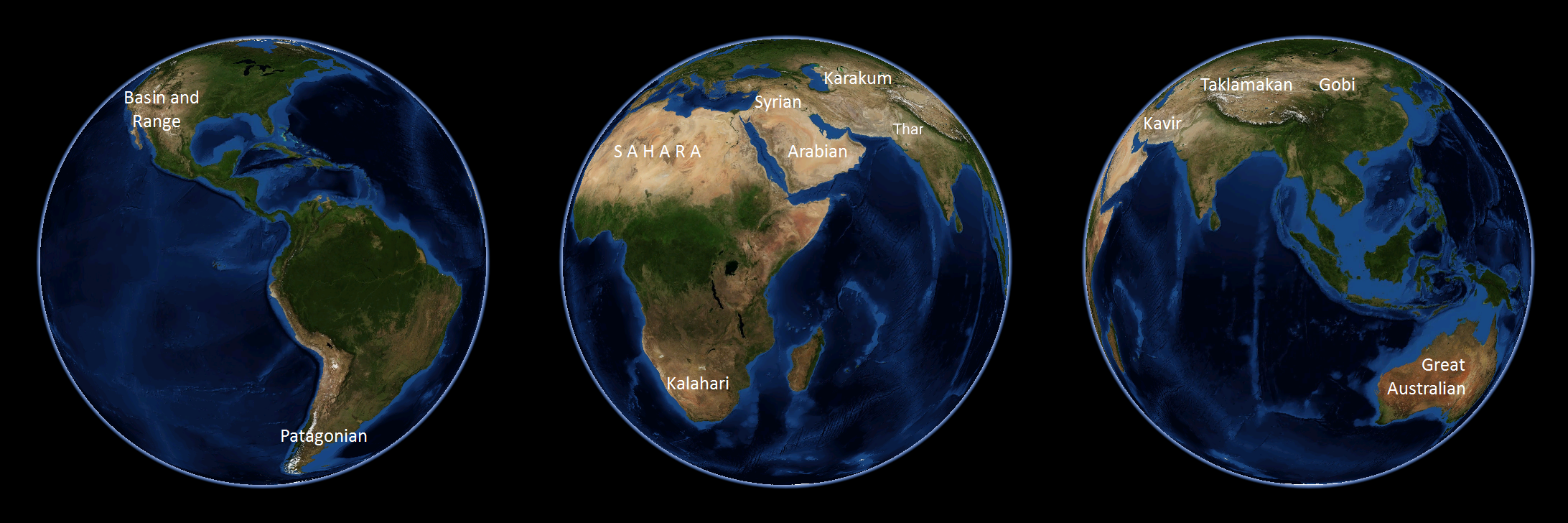
世界著名沙漠分佈。

### 美洲
- 阿塔卡馬沙漠 - 智利
- 大盆地 - 美國
- 奇瓦瓦沙漠(Chihuahuan Desert) - 墨西哥
- 索諾蘭沙漠
  - 科羅拉多沙漠(Colorado Desert)
  - 尤马沙漠(Yuma Desert)
- 莫哈韦沙漠

### 非洲

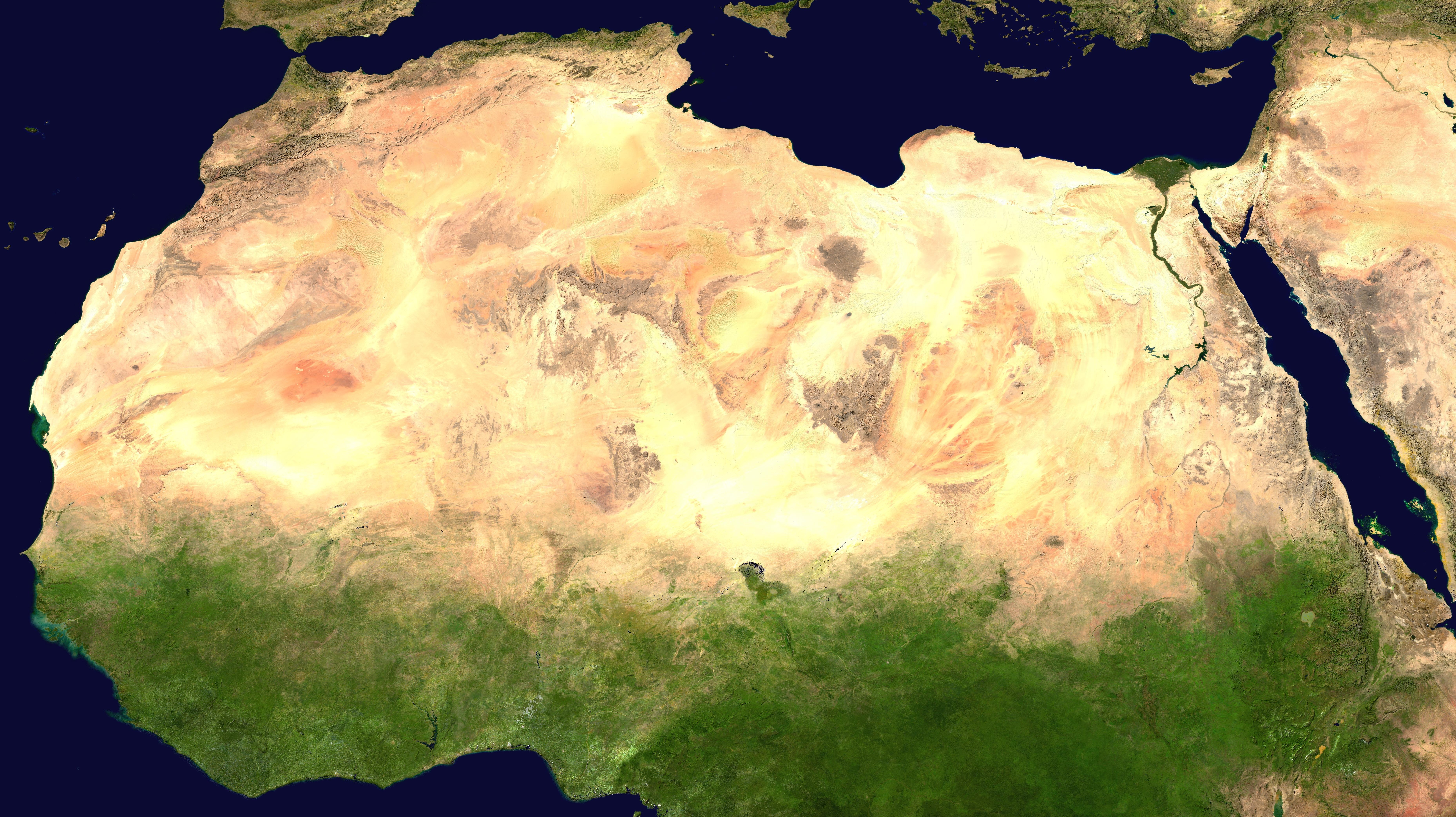
從太空拍攝的撒哈拉沙漠衛星圖像。

- 利比亚沙漠
- 喀拉哈里沙漠
- 撒哈拉大沙漠 - 世界上最大的沙漠
- 納米比沙漠(Namib)

### 亚洲
- 戈壁 沙漠- 中國和蒙古。
- 卡拉庫姆大沙漠

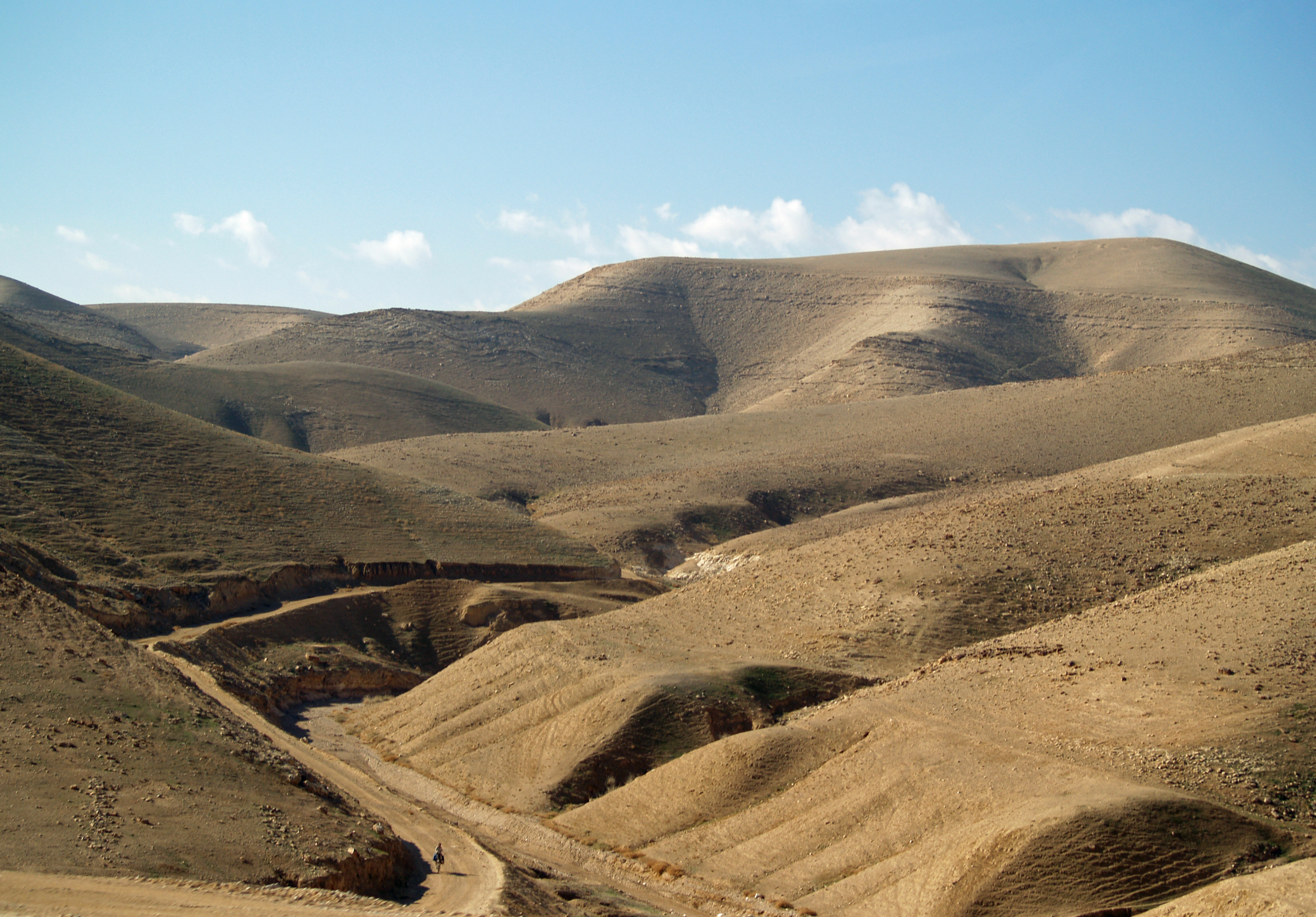
约旦沙漠

- 塔尔沙漠／科里斯坦沙漠 - 印度和巴基斯坦。
- 克齊爾庫姆沙漠 - 哈萨克斯坦和乌兹别克斯坦
- 內蓋夫沙漠 - 以色列南部
- 约旦沙漠 - 以色列东部和巴勒斯坦
- 塔克拉玛干沙漠 - 中华人民共和国新疆
- 腾格里沙漠 - 中华人民共和国内蒙古
- 古尔班通古特沙漠 - 中华人民共和国新疆
- 科尔沁沙地
- 毛乌素沙漠
- 阿拉伯沙漠

### 澳洲
- 辛普森沙漠(Simpson Desert)
- 大沙地沙漠(Great Sandy Desert)
- Sturt's Stony Desert
- 塔納米沙漠
- 大維多利亞沙漠(Great Victoria Desert)
- 小沙地沙漠

## 外星沙漠
火星與金星上的沙漠，見地球外的沙丘地列表。

## 沙漠化問題
沙漠化造成了土地不可以耕種利用，將土地不為沙漠化甚而逆轉可使用是門深入的多探討議題。
造成沙漠化主因是由於自然的乾燥因素和本可儲水的土地經過氣候變遷或人為過度的畜牧與耕種不存水不耐風寒作物造成沙漠化。

## 沙漠化逆轉
保持土地的濕潤，加強土地的保濕，保濕度大於乾燥度因是沙漠化逆轉的最關鍵因素。大量的水分來源與保持應為沙漠化逆轉的關鍵。
土地的保濕最有效方法為水分的提供和儲水耐風寒植物樹木耕種。

### 水分的提供
- 自然因素：河水、湖泊與地下水的維護、延伸、擴建、保持水量；儲水、耐風寒等植物、樹木的栽種，保護自然水源區域的土地與濕度。
- 人為因素：地下水網管的建設，地底下的水網管不易為乾燥的空氣使水分散失；地下水源處創建人工河；湖栽種耐風寒、儲水等植物、樹木保護土壤與土壤濕度。亦可效仿綠洲逆轉法。

### 耐風寒植物的栽種
耐風寒的植物、樹木主要為耐風沙，而含水量可儲久植物或樹木，將水分保留住於周遭土壤和植樹木裡。
以色列大部分領土為干旱或半干旱的不毛之地，中部以南即為內蓋夫(Nigiv)沙漠，年平均雨量只有25公厘。以色列建國後在沙漠裡建造了3個森林區，綠化面積達1.2萬公頃，改善了生態環境。

### 沙漠化逆轉的優點
- 土地的可用性增大，土壤獲得充分的水分養分。
- 大面積林地能提供林木的來源，保持林木成長率大於開發率。
- 林木提供更多的氧氣供生物使用並協助降低暖化現象。
- 林木的防風保護使得部分沙漠化逆轉的地區可再興建建築物，增加土地的容積與使用率。